# Monte San Antón (Málaga)
El cerro San Antón, más conocido como monte San Antón, es un monte ubicado en el municipio de Málaga. Está integrado en la cadena montañosa de los Montes de Málaga y constituye una de sus estribaciones más meridionales. 

## Descripción
Lo forman dos cimas características, la Cruz de San Antón, situada en su extremo más occidental y con 491 metros sobre el nivel del mar, y el monte San Antón, la cumbre más elevada del conjunto, situada en su parte oriental y con 507 metros sobre el nivel del mar.
Presenta una litología kárstica que da lugar a lapiaces, dolinas, simas y galerías subterráneas. A pesar de su cercanía a zonas urbanizadas de la capital malagueña, constituye una reserva para la fauna y la flora. En él encontramos vertebrados amenazados como el camaleón común o el águila perdicera, y algunos endemismos vegetales, como el Cytisus malacitanus y el Sideritis reverchonii.
A pesar de estos valores, carece de figura de protección legal efectiva y está sometido a una intensa especulación inmobiliaria, con la construcción de nuevas viviendas de lujo, destruyendo así fauna y flora protegida.